# Spellbound (Paula Abdul)
Spellbound è il secondo album in studio della cantante statunitense Paula Abdul, pubblicato il 14 maggio 1991 dalla Virgin Records.

## Descrizione
Il disco raggiunse la prima posizione nella classifica statunitense degli album e venne premiato con tre dischi di platino dalla RIAA.
Due brani, Rush Rush e The Promise of a New Day, raggiunsero il primo posto nella classifica statunitense dei singoli.

## Tracce
1. The Promise of a New Day – 4:32 (Paula Abdul, Peter Lord, Sandra St. Victor, V. Jeffrey Smith)
2. Rock House – 4:11 (Abdul, Lord, Saint Victor, Smith)
3. Rush Rush – 4:52 (Lord)
4. Spellbound – 4:48 (Abdul, Lord, Saint Victor, Smith)
5. Vibeology – 5:16 (Lord, Saint Victor, Smith)
6. U – 4:05 (Prince)
7. My Foolish Heart – 4:10 (Lord, Smith)
8. Blowing Kisses in the Wind – 4:41 (Lord)
9. To You – 3:31 (Jorge Corante, Colin England)
10. Alright Tonight – 4:28 (John Hiatt)
11. Will You Marry Me? – 4:24 (Abdul, Lord, Saint Victor, Smith)

## Classifiche

### Classifiche settimanali
| Classifica (1991) | Posizione massima |
| ----------------- | ----------------- |
| Australia         | 3                 |
| Canada            | 6                 |
| Francia           | 36                |
| Germania          | 17                |
| Nuova Zelanda     | 14                |
| Paesi Bassi       | 45                |
| Regno Unito       | 4                 |
| Stati Uniti       | 1                 |
| Stati Uniti (R&B) | 31                |
| Svezia            | 6                 |
| Svizzera          | 25                |

### Classifiche di fine anno
| Classifica (1991) | Posizione |
| ----------------- | --------- |
| Canada            | 29        |
| Stati Uniti       | 18        |
| Classifica (1992) | Posizione |
| Stati Uniti       | 40        |